# Dassault Falcon 8X
Dassault Falcon 8X – francuski samolot dyspozycyjny dalekiego zasięgu, określany również angielskojęzycznym terminem business jet, wytwórni Dassault Aviation.

## Historia

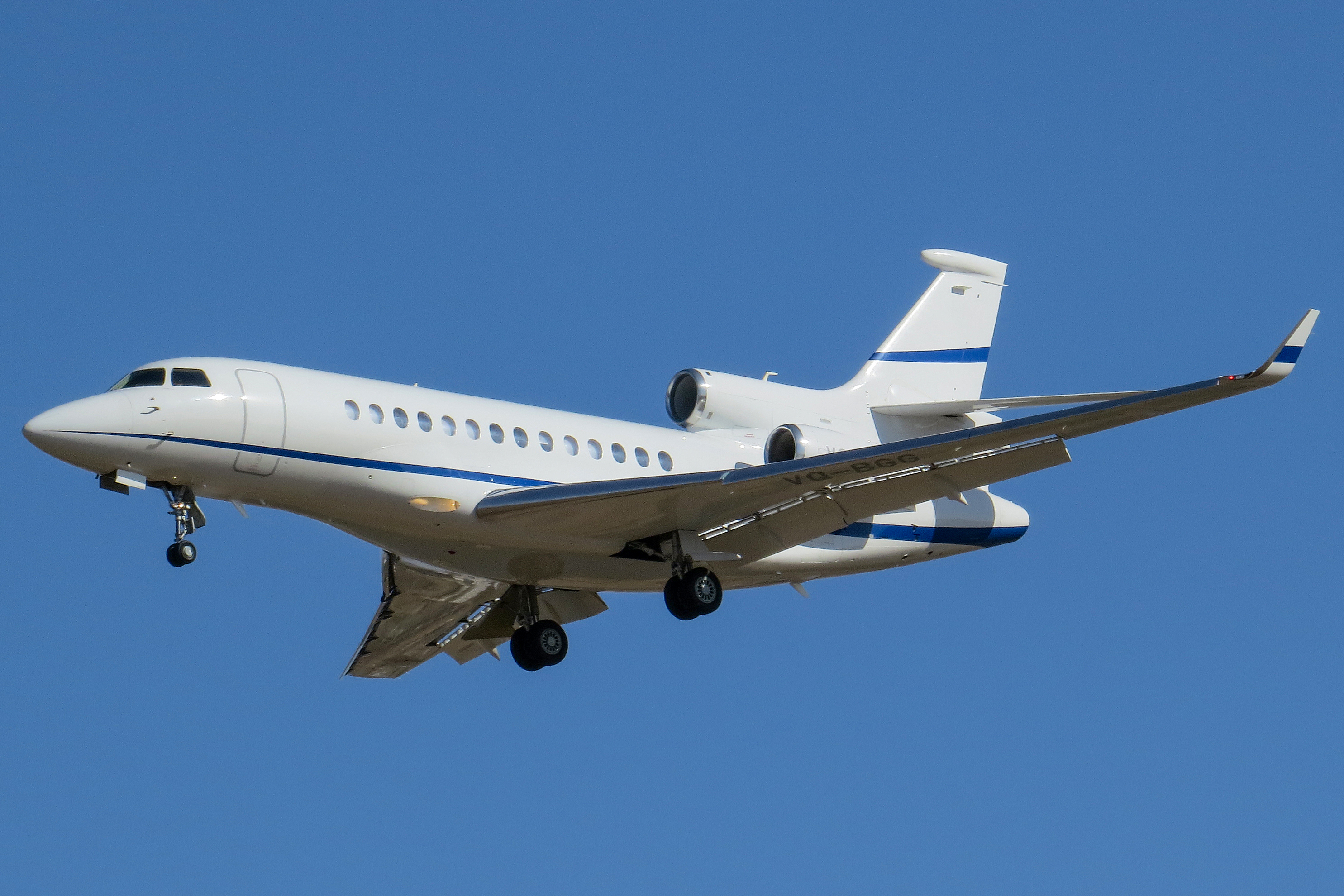
Dassault Falcon 7X

Projekt nowego dyspozycyjnego samolotu francuskiej wytwórni został ujawniony publicznie po raz pierwszy podczas konferencji European Business Aviation Association w maju 2014 roku w Genewie. Maszyna jest rozwinięciem wcześniejszej konstrukcji, samolotu Dassault Falcon 7X. 8X ma jednak dłuższą kabinę pasażerską (o ponad metr więcej niż 7X), a dzięki nowej konstrukcji skrzydeł i silników Pratt & Whitney Canada PW307-D ma być również o 35% bardziej ekonomiczny w zużyciu paliwa niż analogiczne konstrukcje konkurencyjnych wytwórni. W czerwcu 2014 roku do hali montażowej trafiły ukończone skrzydła i kadłub samolotu, a w lipcu 2014 roku ukończono montaż latającego prototypu. W listopadzie tego samego roku zakończono próby instalacji pokładowych. W grudniu 2014 roku po raz pierwszy uruchomiono silniki samolotu. 17 grudnia 2014 roku w Bordeaux-Mérignac odbyła się ceremonia roll out ukończonego prototypu. Francuska wytwórnie oferuje ponad 30 standardów wyposażenia kabiny, oprócz tego zamawiający ma oczywiście prawo do własnej aranżacji kabiny pasażerskiej. 
6 lutego 2015 roku prototyp o rejestracji F-WWQA, za sterami którego usiedli Eric Gérard i Hervé Laverne, wzbił się do swojego pierwszego lotu. Podczas lotu osiągnięto wysokość 12 000 metrów oraz prędkość Ma=0,8. Próby tego i kolejnych dwóch prototypów objęły w sumie ponad 500 godzin lotu. W marcu 2016 roku trzeci prototyp wziął udział w badaniach funkcjonowania awioniki, układów elektrycznych, hydraulicznych i cyfrowych systemów kontroli lotu w warunkach arktycznych jakie odbyły się w Kanadzie. Próby realizowano zarówno w powietrzu, jak i na ziemi. 
W czerwcu 2016 roku samolot otrzymał certyfikat typu wydany przez Agencję Unii Europejskiej ds. Bezpieczeństwa Lotniczego i amerykańską Federal Aviation Administration. 5 października 2016 roku w macierzystych zakładach Dassault w Bordeaux-Mérignac odbyła się uroczystość przekazania seryjnego samolotu o numerze fabrycznym 405 i znakach rejestracyjnych SX-CGR pierwszemu z użytkowników. Została nim czarterowa linia, specjalizująca się w wynajmowaniu maszyn dyspozycyjnych Amjet Executive. W 2017 roku francuski samolot otrzymał zezwolenie na wykonywanie operacji lotniczych z lotniska Londyn-City. Lotnisko to, z uwagi na swoje położenie i specyficzne wymagania dotyczące startów i lądowań, nie jest dostępne dla wielu typów maszyn pasażerskich. Dzięki zezwoleniu jakie otrzymał 8X, wszystkie produkowane w tym okresie samoloty dyspozycyjne wytwórni Dassault Falcon mogą startować i lądować w Londyn-City.

## Wersja wojskowa
W 2022 roku Armée de l’air wycofała z aktywnej służby samoloty zwiadu elektronicznego C-160G Gabriel. 1 marca 2018 roku uruchomiono program CUGE (fr. Capacité Universelle de Guerre Électronique), którego celem było pozyskania następców. Nową platformą zostały samoloty Falcon 8X. W czerwcu 2019 roku otrzymały nazwę Archange (Avion de Renseignement à Charge utile de Nouvelle Genération). 30 grudnia 2019 roku Francuska Agencja ds. Zamówień Uzbrojenia (fr. Direction générale de l'armement, DGA) podpsała kontrakt na zakup dwóch maszyn, z trzech planowanych. Za wyposażenie zadaniowe samolotu odpowiedzialna została firma Thales.